# Хризостом (Мартишкин)
Митрополит Хризосто́м (в миру Гео́ргий Фёдорович Марти́шкин; 3 мая 1934, село Казинка, Горловский район, Московская область — 6 января 2025, Вильнюс, Литва) — епископ Русской Православной Церкви на покое, митрополит Виленский и Литовский. До своей смерти был старейшим Архиереем РПЦ.

## Биография
Родился в крестьянской семье. Окончил семилетку, затем работал в колхозе. В 1951—1961 годах работал реставратором памятников архитектуры.
Четыре с половиной года служил старшим иподиаконом у митрополита Никодима (Ротова), отвечал за то, чтобы всё шло правильно во время сложного порядка архирейской службы, и, как признавался впоследствии, «получал удовольствие от того, что всё совершалось правильно». Отмечал большое влияние на себя со стороны митрополита Никодима.
12 сентября 1964 года рукоположён в сан диакона.
В 1965 году окончил Московскую духовную семинарию и поступил в Московскую духовную академию.
Весной 1966 года в составе паломнической группы совершил путешествие по святым местам Сирии, Иордании, Израиля, Греции и Болгарии.

### Священник
31 октября 1966 года в Троице-Сергиевой лавре пострижен в монашество с именем Хризостом в честь святителя Иоанна Хризостома (Златоустого), архиепископа Константинопольского.
4 ноября 1966 года рукоположён в сан иеромонаха митрополитом Никодимом (Ротовым).
С 1 марта 1968 года служил в храме во имя преподобного Пимена Великого в Москве.
В 1969 году окончил Московскую духовную академию по заочному сектору.
С 1 декабря 1969 года служил в Храме в честь Всех Святых в Москве.
15 июля 1971 года был назначен заведующим канцелярией Отдела внешних церковных сношений Московского Патриархата.
2 августа 1971 года возведён в сан архимандрита.
С 30 сентября по 3 октября 1971 года в составе делегации Русской Православной Церкви принимал участие в работе IV Всехристианского Мирного Конгресса в Праге.
21 марта 1972 года постановлением Священного Синода определён быть епископом Зарайским, викарием Московской епархии и заместителем председателя Отдела внешних церковных сношений.

### Епископ Зарайский
23 апреля 1972 года в Крестовом храме в честь Благовещения Пресвятой Богородицы в Московской резиденции председателя ОВЦС хиротонисан во епископа Зарайского, викария Московской епархии. Хиротонию совершали: митрополит Ленинградский Никодим (Ротов), архиепископ Дмитровский Филарет (Вахромеев) и архиепископ Тульский Ювеналий (Поярков).
С 28 апреля по 25 мая 1972 года в числе лиц, сопровождавших Патриарха Пимена, посетил Поместные Православные Церкви стран Ближнего Востока и Болгарии.
С 31 октября по 10 ноября 1973 года в составе делегации Союза Советских обществ дружбы с зарубежными странами и общества «СССР — Кипр» посетил остров Кипр.
С 9 по 23 декабря того же года с группой паломников Русской православной церкви совершил поездку к древним общехристианским святыням Италии.
С 17 по 23 января 1974 года сопровождал Патриарха Пимена в его поездке по Эфиопии, а с 21 по 30 апреля того же года с делегацией Русской православной церкви посетил Японию.

### Архиепископ Курский и Рыльский
С 3 сентября 1974 года — епископ Курский и Белгородский.
С 24 по 31 марта 1975 года в составе делегации Русской православной церкви посетил Сирию.
С 26 октября по 1 ноября 1976 года во главе делегации Русской православной Церкви побывал в Японии, а с 2 по 5 ноября 1976 года — в Филиппинах.
11 июня 1977 года назначен членом делегации Русской православной Церкви для участия в интронизации нового Патриарха Румынского.
С 2 сентября 1977 года возведён в сан архиепископа.
С 12 по 19 октября 1977 года совместно с Патриархом Пименом с официальным визитом находился у Патриарха Константинопольского Димитрия.
23-25 декабря 1977 года в составе делегации Русской Православной Церкви во главе с Патриархом Пименом участвовал в интронизации Католикоса-Патриарха всея Грузии Илии II.
20 июня 1979 года включён в состав делегации Русской православной церкви для участия в погребении Патриарха Антиохийского Илии IV и в интронизации Патриарха Игнатия.
30 сентября 1980 года назначен членом делегации Московского Патриархата для участия в съезде духовенства и мирян Патриарших приходов в США, проходившем с 17 по 25 ноября.
23 декабря 1980 года назначен членом Комиссии по организации празднования 1000-летия Крещения Руси.
С 27 января по 3 февраля 1981 года возглавил делегацию Московского Патриархата при поездке в Норвегию по приглашению Общества дружбы «Норвегия-СССР».
13 августа 1981 года освобождён от должности заместителя председателя ОВЦС согласно прошению.
В 1970-е—1980-е годы постоянно конфликтовал с уполномоченными Совета по делам религий, считался «неблагонадёжным». Рукополагал священников из числа выпускников светских высших учебных заведений, а также евреев, что вызывало резкое недовольство государственных органов. Так, именно он рукоположил в священный сан известного диссидента Юрия Эдельштейна.

### Архиепископ Иркутский и Читинский
С 26 декабря 1984 года — архиепископ Иркутский и Читинский с поручением временного управления Хабаровской епархией.
Его перемещение из Курска в Иркутск в 1984 году было, по сути дела, ссылкой. Во время служения в Иркутске смог поднять авторитет православия в Сибири, находил взаимопонимание как с русскими националистами, так и с либеральными диссидентами.
В 1985 году архиерей принял под свой омофор Камчатский край: в Петропавловске-Камчатском, после многих лет борьбы, верующие добились регистрации православной общины — первой на Камчатке. В октябре 1985 года архиепископ Хризостом посетил камчатскую паству и 8 октября отслужил литургию в молитвенном доме Петропавловска-Камчатского.
27 мая 1988 года определением Священного Синода освобожден от временного управления Хабаровской епархией в связи с назначением туда собственного архиерея.

### Митрополит Виленский и Литовский
С 26 января 1990 года — архиепископ Виленский и Литовский.
Будучи назначен архиепископом Виленским и Литовским в 1990 году, активно поддержал движение за независимость Литвы. Некоторое время был членом совета сейма движения «Саюдис», вышел из него после того, как оно начало трансформироваться в политическую партию. Резко осудил действия союзной власти во время драматических событий в Вильнюсе в январе 1991 года — позднее был награждён медалью «В память 13 января» (государственной наградой Литвы). Деятельность владыки Хризостома по поддержке литовской независимости вызвала резкое неприятие со стороны части верующих, которые требовали от Патриархии его увольнения. Позднее владыка вспоминал:

Меня тогда не приняли крикуны, которые защищали советскую власть. Да, я присутствовал на заседаниях Верховного Совета вместе с протестантским архиепископом. Мои недруги назвали меня «саюдистом». Их не интересовало, что я там говорю, каковы мои убеждения. Меня огульно обвинили в измене русской нации, «пролитовской позиции». А я лишь был солидарен с народом, желавшим обрести независимость.

Политическая позиция, занятая архиепископом Хризостомом во время событий 1990—1991 годов, оказала положительное влияние на судьбу православия в независимой Литве. Так, по Конституции Литвы Православие вошло в список из девяти традиционных для края религиозных конфессий, обладающих широкими юридическими правами, в том числе правом на получение из бюджета материальных средств для строительства молельных домов и на другие религиозные нужды. По Закону о возвращении собственности епархия получила часть недвижимости, которой она владела до 1940 года, в частности, пять жилых многоэтажных зданий в Вильнюсе, несколько церковных зданий в провинции, жилые постройки, принадлежавшие отдельным приходам. Православным были переданы Александро-Невская и Екатерининская церкви в Вильнюсе, за счёт государства восстановлена древнейшая вильнюсская Пятницкая церковь, заложенная в XIV веке. В школах с русским языком обучения православные учителя-катехизаторы преподают «Основы религии».
25 февраля 2000 года в Богоявленском соборе в Москве патриархом Алексием II возведён в сан митрополита.
Во время управления епархией митрополитом Хризостомом в ней были возведены новые православные храмы, состоялось открытие десяти приходских воскресных школ, учреждение епархиального Православного братства Литвы и издание нескольких книг, затрагивающих историю православия в Литве. Идёт активная работа с молодёжью — сюда входят летние православные лагеря, паломничества к святым местам, фестивали молодёжных творческих коллективов. Вместе с тем, по словам протодиакона Андрея Кураева, митрополит Хризостом «православным говорил прямым текстом: „Православию здесь не место, это не наша земля, мы здесь гости“».
Имел репутацию одного из самых либеральных архиереев Русской православной церкви. Полагает, что вопросы богослужебного языка и календарного стиля, которые «не имеют догматического значения», часто становятся камнем преткновения, в результате чего «мы превратились в фарисеев, худших, чем те, что были при жизни Христа».
24 декабря 2010 года решением Священного синода почислен на покой по состоянию здоровья.
Не вошёл в новый состав Межсоборного присутствия, утверждённый 23 октября 2014 года решением Священного синода Русской православной церкви.
Умер в Вильнюсе в ночь на 6 января 2025 года в возрасте 90 лет. 8 января 2025 года в Свято-Духовом монастыре Вильнюса было совершено его отпевание и погребение. Помимо клириков и верующих Литовской Православной Церкви, в церемонии прощания приняли участия официальные лица: представители президента, премьер-министра, председателя Сейма, мэра Вильнюса и традиционных религиозных организаций.

## Отношения с КГБ
Единственный архиерей Русской православной церкви, публично признавший (в 1992 году) факт сотрудничества с КГБ (в 1972—1990 годах под псевдонимом «Реставратор»). Объяснял это своё решение необходимостью защиты интересов церкви: «Если я что-то и делал, работая с ними, то исключительно в стратегических целях, спасая церковь». Кроме того, со своими связями в центральном аппарате КГБ он мог не опасаться интриг со стороны региональных чекистов во время служения в Курске и Иркутске. По словам владыки Хризостома, в качестве одного из руководителей ОВЦС он предоставлял «органам» информацию внешнеполитического характера. Так, после посещения Эфиопии в составе официальной церковной делегации в январе 1974 года, он на основании общения с местными религиозными деятелями пришёл к выводу о непрочности монархического режима и возможности революции в этой стране (которая вскоре и произошла). Прекратил связи с КГБ после перевода в Вильнюс в начале 1990 года.
На Архиерейском соборе в 1992 году он выступил с предложением создать церковную комиссию по расследованию контактов священнослужителей со спецслужбами, предложил официально от имени Русской православной церкви запросить соответствующие документы с Лубянки, с тем чтобы поставить в этом болезненном вопросе точку раз и навсегда.
В 2002 году ещё раз подчеркнул, что не использовал свои связи с КГБ в ущерб Церкви и верующим:

Что касается меня, то я входил в контакт с КГБ, но не был стукачом. Например, я, как епископ, получал согласие КГБ на назначение на приход священников. Я доказывал «сотрудникам» правоту своих действий и не пел те песни, которых они от меня ждали: про справедливость строя и мудрость правителей.

## Награды
- Орден святого равноапостольного великого князя Владимира II степени (апрель 1976, в связи с 30-летием Отдела ВСЦ)
- Орден преподобного Сергия Радонежского II степени (12 марта 1979[15])
- Орден святого благоверного князя Даниила Московского II степени
- Орден святителя Иннокентия, митрополита Московского и Коломенского, II степени
- Орден преподобного Андрея Рублёва II степени
- Орден святителя Алексия, митрополита Московского, II степени (2014, в связи с 80-летием со дня рождения)[16]

## Сочинения
- Речь при наречении во епископа Зарайского 22 апреля 1972 г. // Журнал Московской Патриархии. 1972. — № 6. — С. 14-16.
- Доклад архиепископа Иркутского и Читинского Хризостома на Поместном соборе // «Поместный Собор РПЦ 6-9 июня 1988 г. — материалы», 1990. — С. 395—398.
- Высокопреосвященный архиепископ Викторин (Беляев) (некролог) // Журнал Московской Патриархии. 1991. — № 3. — С. 43.